# Bérénice Cleyet-Merle
Bérénice Cleyet-Merle (* 24. Oktober 1994 in Vienne) ist eine französische Leichtathletin, die im Mittel- und Langstreckenlauf antritt. 2023 wurde sie mit der französischen Mixed-Staffel Europameisterin im Crosslauf.

## Sportliche Laufbahn
Erste internationale Erfahrungen sammelte Bérénice Cleyet-Merle, die an der California Baptist University in den Vereinigten Staaten studierte, im Jahr 2022, als sie bei den Mittelmeerspiele in Oran in 4:16,77 min den sechsten Platz im 1500-Meter-Lauf belegte. Im Jahr darauf schied sie bei den Halleneuropameisterschaften in Istanbul mit 4:18,58 min im Vorlauf aus und im Oktober gelangte sie bei den Straßenlauf-Weltmeisterschaften in Riga mit 4:34:41 min auf Rang sieben über die Meile. Anschließend siegte sie in 19:44 min gemeinsam mit Antoine Senard, Sarah Madeleine und Alexis Miellet in der Mixed-Staffel bei den Crosslauf-Europameisterschaften in Brüssel. 2024 kam sie bei den Europameisterschaften in Rom im Vorlauf über 1500 Meter nicht ins Ziel und im Jahr darauf gelangte sie bei den Halleneuropameisterschaften in Apeldoorn mit 4:10,60 min auf den neunten Platz.
2023 wurde Cleyet-Merle französische Hallenmeisterin im 1500-Meter-Lauf.

## Persönliche Bestleistungen
- 800 Meter: 2:01,62 min, 4. Mai 2024 in Décines-Charpieu
  - 800 Meter (Halle): 2:02,46 min, 25. Januar 2025 in Nantes
  - 1000 Meter (Halle): 2:41,33 min, 11. Januar 2025 in Saint-Brieuc
- 1500 Meter: 4:03,91 min, 21. Juli 2023 in Monaco
  - 1500 Meter (Halle): 4:06,58 min, 13. Februar 2025 in Liévin
- Meile: 4:26,06 min, 21. Juli 2023 in Monaco
  - Meile (Halle): 4:29,10 min, 31. Januar 2025 in Boston